# Chrysina protostelica
Chrysina protostelica är en skalbaggsart som beskrevs av Moron och Henry Fuller Howden 1992. Chrysina protostelica ingår i släktet Chrysina och familjen Rutelidae. Inga underarter finns listade i Catalogue of Life.